# Cyrtandra hellwigii
Cyrtandra hellwigii är en tvåhjärtbladig växtart som beskrevs av Warburg. Cyrtandra hellwigii ingår i släktet Cyrtandra och familjen Gesneriaceae. Inga underarter finns listade i Catalogue of Life.